# Cleora properata
Cleora properata là một loài bướm đêm trong họ Geometridae.